# Ulrich Grasnick

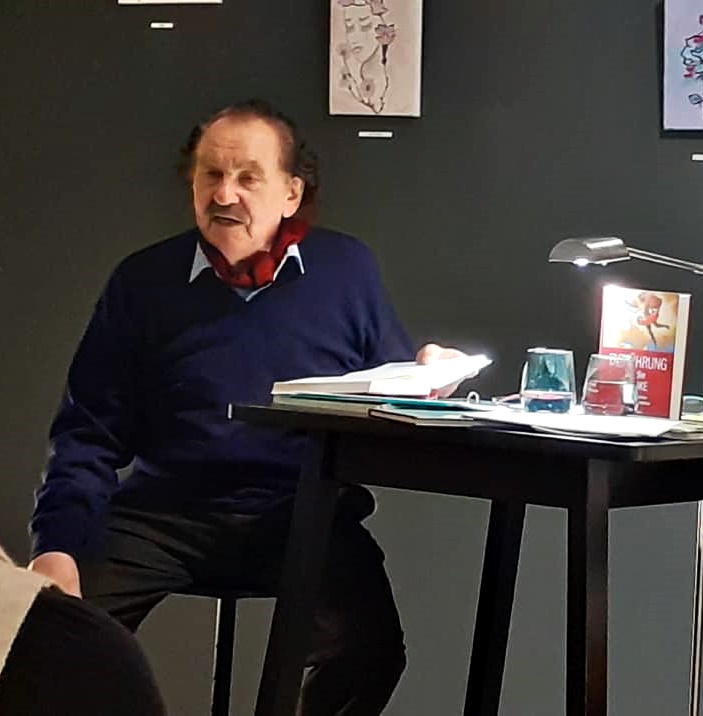
Ulrich Grasnick, Lesung am 29. Oktober 2020, Berlin Künstlerkolonie, Wilmersdorfer Lesesalon

Ulrich Grasnick (* 4. Juni 1938 in Pirna) ist ein deutscher Lyriker. Er lebt in Berlin. Ulrich Grasnick ist Mitglied im Verband deutscher Schriftstellerinnen und Schriftsteller (VS). Er leitet seit 1977 verschiedene Lyrikzirkel u. a. das Köpenicker Lyrikseminar/Lesebühne der Kulturen Adlershof. Er lobte 2017 erstmals einen Lyrikpreis aus, der von ihm gestiftet wird.

## Leben
Ulrich Grasnick, Sohn des Pharmazierates B. Erich Grasnick und der Thekla Grasnick, geb. Girard, studierte von 1959 bis 1963 Gesang an der Hochschule für Musik Carl Maria von Weber Dresden. Von 1966 bis 1973 gehörte er zum Ensemble der Komischen Oper Berlin unter Walter Felsenstein.
Ulrich Grasnick ist Mitglied der Gewerkschaft seit 1956. Er wurde von Anna Seghers 1976 als Mitglied des Schriftstellerverbandes der DDR bestätigt. Von 1981 bis 1990 war er Mitglied der National-Demokratischen Partei Deutschlands (NDPD).
1968 erschienen erstmals Ulrich Grasnicks Gedichte in der Zeitschrift Neue Deutsche Literatur. Bis 1990 veröffentlichte er seine Bücher im Verlag der Nation; die ersten beiden Veröffentlichungen waren Der vieltürige Tag (1973) und Ankunft der Zugvögel (1976). Hervorzuheben sind jene Lyrikbände, in denen seine besonders enge Beziehung zur bildenden Kunst erkennbar ist: Liebespaar über der Stadt (1979) und Hungrig von Träumen (1990) – beide mit Gedichten zu Bildern von Marc Chagall – sowie Das entfesselte Auge. Hommage à Picasso (1988) oder „Pastorale“-Gedichte zu Gemälden und Holzschnitten von Karl Schmidt-Rottluff (1978) und Fels ohne Eile mit Gedichten zu Bildern von Stefan Friedemann (2003).
Für Ulrich Grasnick war die Begegnung mit Marc Chagall in St. Paul de Vence im Jahr 1977 prägend für weitere Inspiration durch Berührungen der zwei Kunstgattungen Malerei und Poesie. Die persönliche Widmung Chagalls an den Autor von Liebespaar über der Stadt (1979) bekräftigt als äußeres Zeichen die innige Beziehung zwischen Maler und Dichter. Gedichte von Ulrich Grasnick finden wiederholt musikalische Umsetzung in Vertonungen von Günter Schwarze.
Grasnick wurde mit der goldenen Medaille des Peruanischen Schriftstellerverbandes „Haus des Peruanischen Dichters“ (Lima) ausgezeichnet und erhielt die Ehrenmitgliedschaft. Er arbeitete wiederholt mit Günter Schwarze bei musikalischen Aufführungen zusammen, für die er die Texte beisteuerte. Seit 1975 leitete er gemeinsam mit seiner Frau das „Köpenicker Lyrikseminar“. Dazu gehört die Lesebühne der Kulturen Adlershof.
Er war bis zu ihrem Tod im Mai 2009 mit Charlotte Grasnick verheiratet und ist Vater von zwei Söhnen. Zu Grasnicks 85. Geburtstag (2023) erschien eine Festtagsbroschüre, Lyrikanthologie Tänzer auf dem Seil. Zum 85. Geburtstag von Ulrich Grasnick, herausgegeben von Steffen Marciniak im Berliner Verlag der 9 Reiche mit Beiträgen von Freunden sowie Preisträgern und Juroren des Ulrich-Grasnick-Lyrikpreises.

## Bibliografie
- Der vieltürige Tag. Gedichte. Verlag der Nation, Berlin 1973.
- Ankunft der Zugvögel. Gedichte. Verlag der Nation, Berlin 1976.
- Pastorale. Gedichte zu Gemälden und Holzschnitten von Karl Schmidt-Rottluff. Verlag der Nation, Berlin 1978.
- Liebespaar über der Stadt / Gedichte zu Bildern von Marc Chagall. Verlag der Nation, Berlin 1979.
- mit Charlotte Grasnick: Flugfeld für Träume. Gedichte. Verlag der Nation, Berlin 1984.
- Das entfesselte Auge. Hommage à Picasso. Gedichte. Verlag der Nation, Berlin 1988.
- Hungrig von Träumen. Gedichte. Verlag der Nation, Berlin 1990.
- Fels ohne Eile. Gedichte, 2003.
- Im Klang einer Geige geborgen ein Traum. Gedichte. Edition Zeitzeichen Heft 23. Verlag Un art ig, Aschersleben 2006, ISBN 3-9810379-2-8.
- Mitautor: Seltenes spüren. Edition Zeitsprung, Berlin 2014, ISBN 978-3-7386-0056-8.
- Fermate der Hoffnung: Hommage an Marc Chagall. Gedichte. Anthea Verlag, Berlin 2018, ISBN 978-3-943583-99-1.
- Auf der Suche nach deinem Gesicht: Gedichte zu Johannes Bobrowski. Gedichte. Quintus Verlag, Berlin 2018, ISBN 978-3-947215-26-3.
- Haltestelle Gedichte. Mit Linolschnitten von Steffen Büchner, Lyrik-Edition NEUN, Band 20, Berlin, Verlag der 9 Reiche, 2023, ISBN 978-3-948999-20-9.

## Herausgeber
- Zwei Ufer hat der Strom. Deutsch-polnische Beziehungen im Spiegel deutschsprachiger Dichtung aus 150 Jahren. Verlag der Nation, Berlin 1988 (Herausgeber U.G.).

## Lyrikpreis
Seit 2017 wird der von Grasnick initiierte Ulrich-Grasnick-Lyrikpreis vergeben.
Preisträger (1. Preis, 2. Preis):
- 2017 Marcus Neuert und Sigune Schnabel[4][5]
- 2018 Lara Rüter und Magnus Tautz[6][7]
- 2019 Peter Frank und Kathrin B. Külow
- 2020 Dorothee Krämer und Andreas Lehmann
- 2021 Franziska Beyer-Lallauret und Christine Schößler
- 2022 Carmen Jaud und Gabriel Wolkenfeld
- 2023 Dietrich Machmer und Nicola Quaß
- 2024 Britta Lübbers und Christine Zureich
- 2025 Susanne Rodler und Chris Lauer

Nominierte:
- 2017:[5]
  - Dorothee Arndt
  - Erika Brandner
  - Burckhard Garbe
  - Daniela Klein
  - Michael Köhler
  - Marco Semmelroth
- 2018:[7]
  - Jo Bernard
  - Peter Bothe
  - Helmut Glatz
  - Ismail Kanay
  - Britta Lübbers
  - Nicolas Mangold
  - Carin Schlosser
- 2019:
  - Thomas Barmé
  - Marlies Blauth
  - Rolf Blessing
  - Leonie Köhler
  - Britta Lübbers
  - Christina M. A. Schößler
  - Volker Sieber
  - Lean Malin Wejwer
- 2020:
  - Carmen Jaud
  - Hans Joachim Kuhn
  - Christina Langner
  - Britta Lübbers
  - Hans Karl Johann Müller
  - Alexander Nietsche
  - Rainer Wedler
- 2021:
  - Achperosch
  - Dennis Bechtel
  - Stéphanie Divaret
  - Doris Franz
  - Carmen Jaud
  - Laura Sheila Jünemann
  - Christoph Kuhn
- 2022:
  - Frank Maria Fischer
  - Barbara Peveling
  - Anke Glasmacher
  - Nicola Quaß
  - Clemens Schittko
  - Hans-Joachim Kuhn
  - Ursula Maria Wartmann
  - Bastian Kienitz
  - Werner Weimar-Mazur
  - Philipp Létranger
  - Undine Materni
- 2023:
  - Friederike Haerter
  - Johanna Hansen
  - Philipp Létranger
  - Ulrike Loos
  - Eline Menke
  - Kathrin Niemela
  - Dirk Tilsner
- 2024:
  - Cornelia Eichner
  - Anke Hüper
  - Florian Kranz
  - Thomas Rackwitz
  - Matthias Schramm
  - Angelica Seithe
  - Achim Stegmüller
  - Stefan Wirner
- 2025:
  - Jan-Erik Grebe
  - Mina Herz
  - Anke Hüper
  - Bastian Kienitz
  - Patricia Mathes
  - Melissa Tara Nielsen
  - Gabriele Stürmer-Aulbach
  - Maike Suter
  - T. G. Vömel

Jurymitglieder:
- 2017:[5]
- 2017:[5]
  - York Freitag
  - Michael Manzek
  - Doris Rosengarten
  - Martin A. Völker
- 2018:[7]
  - York Freitag
  - Dorothee Arndt
  - Michael Manzek
  - Sigune Schnabel
  - Martin A. Völker
- 2019:
  - York Freitag
  - Ingrid Gorr
  - Michael Manzek
  - Marcus Neuert
  - Magnus Tautz
  - Martin A. Völker
- 2020:
  - York Freitag
  - Kathrin B. Külow
  - Katharina Körting
  - Michael Manzek
  - Martin A. Völker
  - Jörg Wiedemann
- 2021:
  - York Freitag
  - Bianca Körner
  - Katharina Körting
  - Andreas Lehmann
  - Michael Manzek
  - Martin A. Völker
- 2022:
  - York Freitag
  - Leonie Köhler
  - Bianca Körner
  - Katharina Körting
  - Michael Manzek
  - Martin A. Völker
- 2023:
  - York Freitag
  - Leonie Köhler
  - Bianca Körner
  - Katharina Körting
  - Michael Manzek
  - Martin A. Völker
- 2024:
  - York Freitag
  - Leonie Köhler
  - Bianca Körner
  - Katharina Körting
  - Michael Manzek
  - Martin A. Völker
  - Gabriel Wolkenfeld
- 2025:
  - York Freitag
  - Leonie Köhler
  - Bianca Körner
  - Katharina Körting
  - Britta Lübbers
  - Michael Manzek
  - Martin A. Völker